# Elecciones municipales de Portoviejo de 2014
Las elecciones municipales de Portoviejo de 2014 hacen referencia al proceso electoral que se llevó a cabo el 23 de febrero de dicho año.

## Campaña
El Consejo Nacional Electoral expresó que la campaña política para las elecciones seccionales de 2014 se deberían realizar desde el 7 de enero hasta el 20 de febrero del mencionado año.

## Resultados

#### Alcalde
| Lista    | Logo | Partido | Candidato                  | Votos  | %      |
| -------- | ---- | --- | -------------------------- | ------ | ------ |
| 23       |      | Movimiento Sociedad Unida Más Acción, SUMA | Agustín Casanova Cedeño    | 65,051 | 40.30% |
| 35 65    |      | Movimiento Alianza PAIS, Patria Altiva I Soberana Unidad Primero | Felix Alcívar Mera         | 53,367 | 33.10% |
| 8        |      | Avanza | Verónica Mendoza Fernandez | 20,923 | 13.0%  |
| 15       |      | Movimiento Popular Democrático | Mery Zamora García         | 8,945  | 5.5%   |
| 17       |      | Partido Socialista-Frente Amplio | Venancio Larrea Mendoza    | 7,229  | 4.5%   |
| 21       |      | Movimiento CREO | Luis Cano Zambrano         | 2,086  | 1.3%   |
| 61       |      | Movimiento de Acción Cívica Humanista por la Ética, el Trabajo i la Equidad, MACHETE                                                                                                 | Walter Cevallos Cevallos   | 1,783  | 1.1%   |
| 3 6 7 10 |      | Alianza Cívica Ciudadana Conformada por: - Partido Sociedad Patriótica - Partido Social Cristiano - Partido Renovador Institucional Acción Nacional - Partido Roldosista Ecuatoriano | Ignacio Navia Moreira      | 1,261  | 0.8%   |
| 18       |      | Pachakutik | Celesta Villaroel Macías   | 645    | 0.4%   |

#### Consejo Cantonal
Se escogieron los siguientes concejales:

#### Circunscripción Urbana 1
| Partido                                | Concejal          |
| -------------------------------------- | ----------------- |
| Alianza PAIS Movimiento Unidad Primero | Miguel Roldán     |
| Alianza PAIS Movimiento Unidad Primero | Nelly Rivadeneira |
| Alianza PAIS Movimiento Unidad Primero | Alexander Moreira |
| Movimiento SUMA                        | Carlos Vásquez    |

#### Circunscripción Urbana 2
| Partido                                | Concejal             |
| -------------------------------------- | -------------------- |
| Alianza PAIS Movimiento Unidad Primero | Carlos Carrillo      |
| Alianza PAIS Movimiento Unidad Primero | Bella Lucas          |
| Alianza PAIS Movimiento Unidad Primero | Karla Cadena         |
| Movimiento SUMA                        | Erwin Valdivieso     |
| Avanza                                 | Jorge Gutiérrez Soto |

#### Circunscripción Rural
| Partido                                | Concejal      |
| -------------------------------------- | ------------- |
| Avanza                                 | Javier Pincay |
| Alianza PAIS Movimiento Unidad Primero | Patricio Roca |